# H. Frederik Nijhout
Herman Frederik Nijhout (25 de noviembre de 1947) es un biólogo evolutivo estadounidense de origen holandés y Catedrático de Biología John Franklin Crowell de la Universidad de Duke. Sus investigaciones se centran en la biología evolutiva del desarrollo y la entomología, con especial atención al control hormonal del crecimiento, la muda y la metamorfosis en insectos, incluidos los mecanismos que controlan el desarrollo de fenotipos alternativos. Gran parte de su trabajo se ha centrado también en comprender el desarrollo y la evolución de los patrones alares de las  mariposas.  Recibió el premio ESA Founders' Memorial Award de la Sociedad Entomológica de América en 2006. En 2015 recibió la Medalla A.O. Kowalevsky y en 2018 fue elegido miembro de la Academia Estadounidense de las Artes y las Ciencias.